# Patrick Schelling
Pour les articles homonymes, voir Schelling.
 Patrick Schelling, né le 1er mai 1990 à Hemberg, est un coureur cycliste suisse.

## Biographie
Patrick Schelling commence le cyclisme en 2007, en catégorie junior première année, au VC Fischingen. Il obtient sa première victoire l'année suivante, en remportant le championnat de Suisse de la montagne juniors à Roveredo (Grisons).
En 2010, il est champion de Suisse de la montagne espoirs. Il intègre l'équipe continentale Price-Custom Bikes en tant que stagiaire en août 2010, puis définitivement en 2011. Il est à nouveau champion de Suisse de la montagne espoirs cette année-là, et se classe deuxième du championnat de Suisse sur route espoirs. En 2012, il rejoint l'équipe Atlas Personal-Jakroo. Il prend la deuxième place du championnat de Suisse du contre-la-montre espoirs, la quatrième place du Tour des Pays de Savoie, la sixième de  Toscane-Terre de cyclisme et la dixième du Toscane-Terre de cyclisme.
En 2013, il devient coureur professionnel au sein de la nouvelle équipe suisse IAM, qui court en deuxième division. Durant cette première année, il est notamment neuvième de Cholet-Pays de Loire et du Duo normand, disputé avec Marcel Aregger. En août 2014, une chute lors du Tour de Burgos le blesse à l'épaule et le prive d'une participation au Tour d'Espagne. En 2015, l'équipe IAM obtient une licence World Tour. Fin 2015, il n'est pas conservé et s'engage pour 2016 avec Vorarlberg, une formation autrichienne de troisième division.
Durant ses quatre saisons chez Vorarlberg, il obtient ses meilleurs résultats et s'illustre notamment sur les courses par étapes montagneuses du circuit UCI Europe Tour. Il gagne notamment le Tour du Loir-et-Cher en 2016, ainsi que des étapes sur le Tour de Savoie Mont-Blanc et le Tour de Bohême du Sud en 2017. Il est également deuxième du championnat de Suisse sur route en 2018, devancé pour une seconde par Steve Morabito.
En 2020, il fait son retour au sein du World Tour au sein de l'équipe Israel Start-Up Nation. Le 24 février, il est contrôlé positif à la Terbutaline, un médicament contre l'asthme, lors du Tour du Rwanda. Le 8 septembre, l'Union cycliste internationale annonce qu'il a été suspendu du 18 mai au 17 septembre pour violation involontaire des règles antidopage. Il fait son retour à la compétition le 4 octobre en terminant 122e de Liège-Bastogne-Liège. Non conservé à l'issue de la saison, il se retrouve sans équipe et décide d'arrêter sa carrière à 30 ans.

## Palmarès
- 2008
  -  Champion de Suisse de la montagne juniors
- 2010
  -  Champion de Suisse de la montagne espoirs
  - Martigny-Mauvoisin amateurs
- 2011
  -  Champion de Suisse de la montagne espoirs
  - Martigny-Mauvoisin
  - Coire-Arosa
  -  Médaillé d'argent de la course en ligne à l'Universiade d'été sur route
  - 3e du championnat de Suisse sur route espoirs
- 2012
  - 2e de Silenen-Amsteg-Bristen
  - 2e du championnat de Suisse du contre-la-montre espoirs
- 2016
  - Tour du Loir-et-Cher :
    - Classement général
    - 4e étape

  - Coire-Arosa
  - 2e de Croatie-Slovénie
  - 2e du Raiffeisen Grand Prix
  - 3e du Tour d'Autriche
- 2017
  - 2e de l'Eröffnungsrennen Leonding
  - 2e du Tour du Jura
- 2018
  - 3e et 4e étapes du Tour de Savoie Mont-Blanc
  - 3e étape du Tour de Bohême du Sud
  - 2e du Grand Prix Vorarlberg
  - 2e du championnat de Suisse sur route
  - 3e du Tour de Haute-Autriche
- 2019
  - 3e du Raiffeisen Grand Prix

## Classements mondiaux
| Année           | 2012 | 2013 | 2014 | 2015 |
| --------------- | ---- | ---- | ---- | ---- |
| UCI World Tour  |      |      |      | nc   |
| UCI Europe Tour | 462e | 743e | nc   |      |